# Castelreng
Castelreng é uma comuna francesa na região administrativa de Occitânia, no departamento de Aude. Estende-se por uma área de 11,02 km². Em 2010 a comuna tinha 215 habitantes (densidade: 19,5 hab./km²).